# Lethrus valentinae
Lethrus valentinae is een keversoort uit de familie mesttorren (Geotrupidae). De wetenschappelijke naam van de soort werd in 2003 gepubliceerd door Nikolajev.